# 皮细庚
皮细庚，日语教育家，前上海外国语大学日本文化经济学院院长，获中国日语教育终身成就奖。

## 生平
- 1975年毕业于原上海外国语学院日阿语系日语语言文学专业，并留校任教
- 1981年赴日本东京外国语大学进修
- 1989年赴日本法政大学任客座研究员
- 1994年赴日本长崎活水女子大学任客座教授
- 1999年赴日本爱知大学任特任教授

## 著作
- 《日语概说》上海外语教育出版社
- 《新编日语语法教程》上海外语教育出版社
- 《日语综合教程 第八册》上海外语教育出版社

## 译著
- 《日本语》（金田一春彦 原著）华东理工大学出版社
- 《日语探疑》（池上彰 原著）上海译文出版社
- 《日语读写45问》（大野晋 原著）华东理工大学出版社
- 《日本语和外国语》 （铃木孝夫 原著）华东理工大学出版社